# Soulangis
Soulangis – miejscowość i gmina we Francji, w Regionie Centralnym, w departamencie Cher.
Według danych na rok 1990 gminę zamieszkiwały 422 osoby, a gęstość zaludnienia wynosiła 31 osób/km² (wśród 1842 gmin Regionu Centralnego Soulangis plasuje się na 741. miejscu pod względem liczby ludności, natomiast pod względem powierzchni na miejscu 959.).